# Покушение срещу кан Крум
Покушението срещу кан Крум е опит за убийство на българския владетел Крум през 813 г. във византийската столица Константинопол, извършено по заповед на император Лъв V Арменец.
Победата в битката при Версиникия през 813 г. позволява на Крум да достигне до Константинопол. Лъв V съобщава, че иска да преговаря за мир и Крум прави предложение за мирни преговори, но императорът организира покушение срещу българския хан. Византийските заговорници обаче не се справят с изпълнението на задачите си – ханът оцелява, като са ранени с двама негови придружители. Вследствие на това българският владетел опожарява и разрушава всички църкви и дворци в околностите на Константинопол.

## История
Във византийския имперски двор настъпва криза след поражението, което българските войски нанасят на Византия в битката при Върбишкия проход на 26 юли 811 година – император Никифор I Геник е убит, синът му Ставракий е тежко ранен, царува само 3 месеца и абдикира, наследилият трона през октомври 811 година Михаил I Рангаве се задържа относително кратко време и императорската власт поема Лъв V Арменец през 813 година. След поражението и бягството на император Михаил I Рангаве и армията му, Крум продължава победоносно на юг. Оставя брат си с част от войската да обсажда Одрин и потегля към Константинопол с останалата войска. На 17 юли Крум се разполага пред стените на столицата, като вдига лагера си пред градските стени срещу Влахерните близо до Златния рог, където се намирала църквата „Свети Безсребреници“. Междувременно византийската армия се разбунтува и провъзгласява патриция Лъв Арменец за император на 11 юли 813 година. Патриарх Никифор I Константинополски успява да убеди Михаил I Рангаве да се отрече от престола, като му гарантира живота, и предотвратява гражданска война.
След това Крум прави предложение за мир. Лъв V не отхвърля предложението за мирни преговори и изпраща на Крум покана за среща и преговори на морския бряг, но без охрана и без оръжие. В същото време Лъв V разпорежда най-изкусни бойци да причакат българския кан, скрити в рибарски къщички близо до морето, да го нападнат от засада и да го убият.
На следващия ден, съгласно уговорката, Крум се спуска от лагера си към брега на Златния рог близо до градските стени. Той е придружен от своя логотет, от зет си Константин Пацик (византиец, избягал в България) и от неговия син. Българите идват на определеното място без оръжие.
Пълномощниците на императора пристигат от столицата на кораб и слизат на брега. Когато почват преговорите, пълномощник на императора на име Хексавул дава условен знак като сваля шапката си. Щом забелязва знака, Крум се хвърля на коня си и се впуска да бяга.
В този момент ромейските бойци, изскочили от рибарските къщички, се спускат след българския владетел, за да го убият. Нападателите, пратени от император Лъв V, обсипват Крум със стрели и го раняват.
Крум успява да се спаси и да избяга при войската си. Другите трима българи са хванати от византийците. Българският болярин е посечен на място, а Константин Пацик и синът му са задържани и измъчвани.
За отмъщение Крум плячкосва Одринска Тракия и се връща в столицата си, където започва подготовка за превземането на Константинопол.